# Panamerikanische Spiele 1967/Leichtathletik
Bei den Panamerikanischen Spielen 1967 in Winnipeg (Kanada) wurden in der Leichtathletik 35 Wettbewerbe ausgetragen, davon 24 für Männer und elf für Frauen.

## Männer

### 100-Meter-Lauf
| Platz | Athlet         | Land | Zeit (s) |
| ----- | -------------- | ---- | -------- |
| 1     | Harry Jerome   | CAN  | 10,27    |
| 2     | Willie Turner  | USA  | 10,27    |
| 3     | Hermes Ramírez | CUB  | 10,36    |
| 4     | Jerry Bright   | USA  | 10,40    |
| 5     | Michael Fray   | JAM  | 10,48    |
| 6     | Iván Moreno    | CHI  | 10,58    |
| 7     | Ron Monsegue   | TRI  | 10,82    |

Wind: 3,3 m/s

### 200-Meter-Lauf
| Platz | Athlet          | Land | Zeit (s) |
| ----- | --------------- | ---- | -------- |
| 1     | John Carlos     | USA  | 20,5     |
| 2     | Jerry Bright    | USA  | 20,9     |
| 3     | Pablo Montes    | CUB  | 21,0     |
| 4     | Pedro Grajales  | COL  | 21,3     |
| 5     | Michael Fray    | JAM  | 21,4     |
| 6     | Bernard Nottage | BAH  | 21,9     |
| 7     | Harry Jerome    | CAN  | 31,1     |

### 400-Meter-Lauf
| Platz | Athlet          | Land | Zeit (s) |
| ----- | --------------- | ---- | -------- |
| 1     | Lee Evans       | USA  | 44,95    |
| 2     | Vince Matthews  | USA  | 45,13    |
| 3     | Don Domansky    | CAN  | 45,80    |
| 4     | Juan Franceschi | PUR  | 46,32    |
| 5     | Ross MacKenzie  | CAN  | 46,76    |
| 6     | Pablo Montes    | CUB  | 46,88    |
| 7     | Pedro Grajales  | COL  | 47,00    |
| 8     | Clifton Forbes  | JAM  | 47,14    |

### 800-Meter-Lauf
| Platz | Athlet          | Land | Zeit (min) |
| ----- | --------------- | ---- | ---------- |
| 1     | Wade Bell       | USA  | 1:49,20    |
| 2     | Bill Crothers   | CAN  | 1:49,91    |
| 3     | Brian MacLaren  | CAN  | 1:50,31    |
| 4     | Jere van Dyk    | USA  | 1:50,53    |
| 5     | Alex McDonald   | JAM  | 1:52,30    |
| 6     | Neville Myton   | JAM  | 1:52,58    |
| 7     | Lennox Yearwood | TRI  | 1:52,86    |
| 8     | Roberto Silva   | MEX  | 1:53,45    |

### 1500-Meter-Lauf
| Platz | Athlet            | Land | Zeit (min) |
| ----- | ----------------- | ---- | ---------- |
| 1     | Tom Von Ruden     | USA  | 3:43,41    |
| 2     | Sam Bair          | USA  | 3:44,17    |
| 3     | David Bailey      | CAN  | 3:44,93    |
| 4     | José Neri         | MEX  | 3:45,72    |
| 5     | Byron Dyce        | JAM  | 3:46,61    |
| 6     | Ray Haswell       | CAN  | 3:46,79    |
| 7     | Jorge Grosser     | CHI  | 3:48,01    |
| 8     | Ricardo Palomares | MEX  | 3:48,41    |

### 5000-Meter-Lauf
| Platz | Athlet          | Land | Zeit (min) |
| ----- | --------------- | ---- | ---------- |
| 1     | Van Nelson      | USA  | 13:47,4    |
| 2     | Lou Scott       | USA  | 13:54,0    |
| 3     | Juan Martínez   | MEX  | 13:54,0    |
| 4     | Bob Finlay      | CAN  | 14:15,2    |
| 5     | Osvaldo Suárez  | ARG  | 14:19,4    |
| 6     | Valentín Robles | MEX  | 14:20,2    |
| 7     | Mario Cutropia  | ARG  | 14:30,0    |
| 8     | Víctor Mora     | COL  | 14:35,4    |

### 10.000-Meter-Lauf
| Platz | Athlet          | Land | Zeit (min) |
| ----- | --------------- | ---- | ---------- |
| 1     | Van Nelson      | USA  | 29:17,4    |
| 2     | Dave Ellis      | CAN  | 29:18,4    |
| 3     | Tom Laris       | USA  | 29:21,6    |
| 4     | Juan Martínez   | MEX  | 29:27,2    |
| 5     | Víctor Mora     | COL  | 30:57,8    |
| 6     | Ron Wallingford | CAN  | 31:03,4    |
| 7     | Mario Cutropia  | ARG  |            |
| 8     | Harry Prowell   | GUY  |            |

### Marathon
| Platz | Athlet            | Land | Zeit (h) |
| ----- | ----------------- | ---- | -------- |
| 1     | Andy Boychuk      | CAN  | 2:23:03  |
| 2     | Agustín Calle     | COL  | 2:25:51  |
| 3     | Alfredo Peñaloza  | MEX  | 2:27:49  |
| 4     | Manuel Carmona    | MEX  | 2:29:11  |
| 5     | Jim McDonagh      | USA  | 2:29:25  |
| 6     | Victoriano López  | GUA  | 2:41:34  |
| 7     | John Mowatt       | JAM  | 2:54:52  |
| 8     | Alejandro Mendoza | PER  | 3:06:19  |

### 20 km Gehen
| Platz | Athlet           | Land | Zeit (h) |
| ----- | ---------------- | ---- | -------- |
| 1     | Ron Laird        | USA  | 1:33:06  |
| 2     | José Pedraza     | MEX  | 1:34:51  |
| 3     | Felix Cappella   | CAN  | 1:35:45  |
| 4     | Tom Dooley       | USA  | 1:36:50  |
| 5     | Yvon Groulx      | CAN  | 1:39:18  |
| 6     | Euclides Calzado | CUB  | 1:45:09  |
| 7     | Eladio Campos    | MEX  | 1:49:26  |

### 50 km Gehen
| Platz | Athlet               | Land | Zeit (h) |
| ----- | -------------------- | ---- | -------- |
| 1     | Larry Young          | USA  | 4:26:21  |
| 2     | Felix Cappella       | CAN  | 4:36:00  |
| 3     | Goetz Klopfer        | USA  | 4:38:00  |
| 4     | Karl-Heinz Merschenz | CAN  | 4:54:11  |
| 5     | Pablo Colín          | MEX  | 5:15:06  |

### 110-Meter-Hürdenlauf
| Platz | Athlet            | Land | Zeit (s) |
| ----- | ----------------- | ---- | -------- |
| 1     | Earl McCullouch   | USA  | 13,49    |
| 2     | Willie Davenport  | USA  | 13,55    |
| 3     | Juan Morales      | CUB  | 14,30    |
| 4     | Ray Harvey        | JAM  | 14,51    |
| 5     | Hernando Arrechea | COL  | 14,76    |
| 6     | Brian Donnelly    | CAN  | 14,82    |
| 7     | Alfredo Deza      | PER  | 15,01    |
| 8     | Jacobo Bucaram    | ECU  | 15,77    |

Wind: −1,5 m/s

### 400-Meter-Hürdenlauf
| Platz | Athlet             | Land | Zeit (s) |
| ----- | ------------------ | ---- | -------- |
| 1     | Ron Whitney        | USA  | 50,75    |
| 2     | Russ Rogers        | USA  | 51,31    |
| 3     | Bob McLaren        | CAN  | 51,44    |
| 4     | Miguel Olivera     | CUB  | 51,73    |
| 5     | Juan Carlos Dyrzka | ARG  | 52,00    |
| 6     | Santiago Gordon    | CHI  | 52,86    |
| 7     | Alejandro Sánchez  | MEX  | 53,35    |
| 8     | Salvador Medina    | MEX  | 53,59    |

### 3000-Meter-Hindernislauf
| Platz | Athlet               | Land | Zeit (min) |
| ----- | -------------------- | ---- | ---------- |
| 1     | Chris McCubbins      | USA  | 8:38,2     |
| 2     | Conrad Nightingale   | USA  | 8:51,2     |
| 3     | Domingo Amaisón      | ARG  | 8:55,0     |
| 4     | Héctor Villanueva    | MEX  | 9:00,6     |
| 5     | Flavio Buendía       | MEX  | 9:09,6     |
| 6     | Albertino Etchechury | URU  | 9:13,0     |
| 7     | Hylke Van der Wal    | CAN  | 9:21,6     |
| 8     | Bruce Johnson        | CAN  | 9:24,8     |

### 4-mal-100-Meter-Staffel
| Platz | Land                | Athleten                                                    | Zeit (s) |
| ----- | ------------------- | ----------------------------------------------------------- | -------- |
| 1     | Vereinigte Staaten  | Jerry Bright Ron Copeland Willie Turner Earl McCullouch     | 39,05    |
| 2     | Kuba                | Félix Eugellés Hermes Ramírez Pablo Montes Juan Morales     | 39,26    |
| 3     | Kolumbien           | Carlos Álvarez Pedro Grajales Hernando Arrechea Jaime Uribe | 39,92    |
| 4     | Trinidad und Tobago |                                                             | 40,16    |
| 5     | Puerto Rico         |                                                             | 40,70    |
| 6     | Kanada              |                                                             | 40,71    |
| 7     | Peru                |                                                             | 41,03    |

### 4-mal-400-Meter-Staffel
| Platz | Land                | Athleten                                                | Zeit (min) |
| ----- | ------------------- | ------------------------------------------------------- | ---------- |
| 1     | Vereinigte Staaten  | Vince Matthews Emmett Taylor Elbert Stinson Lee Evans   | 3:02,03    |
| 2     | Kanada              | Brian MacLaren Bill Crothers Ross MacKenzie Bob McLaren | 3:04,83    |
| 3     | Jamaika             | Clifton Forbes Michael Fray Alex McDonald Neville Myton | 3:05,99    |
| 4     | Peru                |                                                         | 3:09,97    |
| 5     | Kolumbien           |                                                         | 3:10,41    |
| 6     | Trinidad und Tobago |                                                         | 3:10,82    |
| 7     | Mexiko              |                                                         | 3:11,51    |

### Hochsprung
| Platz | Athlet             | Land | Höhe (m) |
| ----- | ------------------ | ---- | -------- |
| 1     | Ed Caruthers       | USA  | 2,19     |
| 2     | Otis Burrell       | USA  | 2,16     |
| 3     | Roberto Abugattás  | PER  | 2,05     |
| 4     | Teodoro Palacios   | GUA  | 2,00     |
| 4     | Wilf Wedman        | CAN  | 2,00     |
| 6     | Roberto Pozzi      | ARG  | 2,00     |
| 7     | Cristián Errázuriz | CHI  | 1,95     |
| 8     | Eleuterio Fassi    | ARG  | 1,95     |

### Stabhochsprung
| Platz | Athlet          | Land | Höhe (m) |
| ----- | --------------- | ---- | -------- |
| 1     | Bob Seagren     | USA  | 4,90     |
| 2     | Bob Raftis      | CAN  | 4,75     |
| 3     | Bob Yard        | CAN  | 4,45     |
| 4     | Erico Barney    | ARG  | 4,45     |
| 5     | Arturo Esquerra | MEX  | 4,30     |
| 6     | César Quintero  | COL  | 4,15     |

### Weitsprung
| Platz | Athlet            | Land | Weite (m) |
| ----- | ----------------- | ---- | --------- |
| 1     | Ralph Boston      | USA  | 8,29      |
| 2     | Bob Beamon        | USA  | 8,07      |
| 3     | Wellesley Clayton | JAM  | 7,76      |
| 4     | José Hernández    | CUB  | 7,50      |
| 5     | Samuel Cruz       | PUR  | 7,41      |
| 6     | Michel Charland   | CAN  | 7,37      |
| 7     | Abelardo Pacheco  | CUB  | 7,17      |
| 8     | Bill Greenough    | CAN  | 7,12      |

### Dreisprung
| Platz | Athlet           | Land | Weite (m) |
| ----- | ---------------- | ---- | --------- |
| 1     | Charles Craig    | USA  | 16,54     |
| 2     | Nelson Prudêncio | BRA  | 16,45     |
| 3     | José Hernández   | CUB  | 15,95     |
| 4     | Darrell Horn     | USA  | 15,85     |
| 5     | Jorge Toro       | PUR  | 15,48     |
| 6     | Bill Greenough   | CAN  | 15,43     |
| 7     | Ian Arnold       | CAN  | 15,28     |
| 8     | Mahoney Samuels  | JAM  | 15,21     |

### Kugelstoßen
| Platz | Athlet          | Land | Weite (m) |
| ----- | --------------- | ---- | --------- |
| 1     | Randy Matson    | USA  | 19,83     |
| 2     | Neal Steinhauer | USA  | 19,45     |
| 3     | Dave Steen      | CAN  | 18,51     |
| 4     | George Puce     | CAN  | 18,48     |
| 5     | José Jacques    | BRA  | 16,25     |
| 6     | Mario Peretti   | ARG  | 15,63     |

### Diskuswurf
| Platz | Athlet             | Land | Weite (m) |
| ----- | ------------------ | ---- | --------- |
| 1     | Gary Carlsen       | USA  | 57,50     |
| 2     | Rink Babka         | USA  | 56,88     |
| 3     | George Puce        | CAN  | 56,20     |
| 4     | Bárbaro Cañizares  | CUB  | 51,80     |
| 5     | Javier Moreno      | CUB  | 51,14     |
| 6     | José Jacques       | BRA  | 49,16     |
| 7     | Dagoberto González | COL  | 48,34     |
| 8     | Ain Roost          | CAN  | 46,08     |

### Hammerwurf
| Platz | Athlet            | Land | Weite (m) |
| ----- | ----------------- | ---- | --------- |
| 1     | Tom Gage          | USA  | 65,32     |
| 2     | Enrique Samuells  | CUB  | 64,66     |
| 3     | George Frenn      | USA  | 64,08     |
| 4     | José Vallejo      | ARG  | 60,32     |
| 5     | Roberto Chapchap  | BRA  | 55,62     |
| 6     | Mike Cairns       | CAN  | 55,18     |
| 7     | Gary Salmond      | CAN  | 54,30     |
| 8     | Marcelino Borrero | COL  | 53,62     |

### Speerwurf
| Platz | Athlet          | Land | Weite (m) |
| ----- | --------------- | ---- | --------- |
| 1     | Frank Covelli   | USA  | 74,28     |
| 2     | Gary Stenlund   | USA  | 73,96     |
| 3     | Justo Perelló   | CUB  | 71,96     |
| 4     | Jorge Peña      | CHI  | 69,68     |
| 5     | Edmundo Medina  | MEX  | 69,44     |
| 6     | Bill Heikkila   | CAN  | 66,88     |
| 7     | Glen Arbeau     | CAN  | 64,86     |
| 8     | Jesús Rodríguez | VEN  | 62,50     |

### Zehnkampf
| Platz | Athlet        | Land | Punkte |
| ----- | ------------- | ---- | ------ |
| 1     | Bill Toomey   | USA  | 8044   |
| 2     | Héctor Thomas | VEN  | 7312   |
| 3     | Dave Thoreson | USA  | 7295   |
| 4     | Dave Dorman   | CAN  | 7024   |
| 5     | Steve Spencer | CAN  | 6796   |

## Frauen

### 100-Meter-Lauf
| Platz | Athletin             | Land | Zeit (s) |
| ----- | -------------------- | ---- | -------- |
| 1     | Barbara Ferrell      | USA  | 11,59    |
| 2     | Miguelina Cobián     | CUB  | 11,69    |
| 3     | Irene Piotrowski     | CAN  | 11,78    |
| 4     | Cristina Hechevarría | CUB  | 11,93    |
| 5     | Vilma Charlton       | JAM  | 11,94    |
| 6     | Janet McFarlane      | USA  | 12,00    |
| 7     | Thora Best           | TRI  | 12,16    |
| 8     | Esperanza Girón      | MEX  | 12,35    |

### 200-Meter-Lauf
| Platz | Athletin         | Land | Zeit (s) |
| ----- | ---------------- | ---- | -------- |
| 1     | Wyomia Tyus      | USA  | 23,78    |
| 2     | Barbara Ferrell  | USA  | 23,83    |
| 3     | Miguelina Cobián | CUB  | 23,89    |
| 4     | Irene Piotrowski | CAN  | 23,91    |
| 5     | Vilma Charlton   | JAM  | 24,03    |
| 6     | Una Morris       | JAM  | 24,07    |
| 7     | Violeta Quesada  | CUB  | 24,42    |
| 8     | Jan Maddin       | CAN  | 24,87    |

Wind: 4,1 m/s

### 800-Meter-Lauf
| Platz | Athletin          | Land | Zeit (min) |
| ----- | ----------------- | ---- | ---------- |
| 1     | Madeline Manning  | USA  | 2:02,35    |
| 2     | Doris Brown       | USA  | 2:02,95    |
| 3     | Abby Hoffman      | CAN  | 2:04,82    |
| 4     | Roberta Picco     | CAN  | 2:07,54    |
| 5     | Irenice Rodrigues | BRA  | 2:08,56    |
| 6     | Alicia Enríquez   | ARG  | 2:15,09    |
| 7     | Aurelia Pentón    | CUB  | 2:15,45    |
| 8     | Lucía Quiroz      | MEX  | 2:20,72    |

### 80-Meter-Hürdenlauf
| Platz | Athletin          | Land | Zeit (s) |
| ----- | ----------------- | ---- | -------- |
| 1     | Cherrie Sherrard  | USA  | 10,83    |
| 2     | Mamie Rallins     | USA  | 10,85    |
| 3     | Thora Best        | TRI  | 10,98    |
| 4     | Carlota Ulloa     | CHI  | 11,19    |
| 5     | Gisela Vidal      | VEN  | 11,56    |
| 6     | Daisy Hechevarría | CUB  | 11,56    |
| 7     | Enriqueta Basilio | MEX  | 11,83    |
| 8     | Jenny Meldrum     | CAN  | 12,18    |

Wind: 1,8 m/s

### 4-mal-100-Meter-Staffel
| Platz | Land    | Athletinnen                                                         | Zeit (s) |
| ----- | ------- | ------------------------------------------------------------------- | -------- |
| 1     | Kuba    | Cristina Hechevarría Marcia Garbey Miguelina Cobián Violeta Quesada | 44,63    |
| 2     | Kanada  | Irene Piotrowski Jenny Meldrum Judy Dallimore Jan Maddin            | 45,56    |
| 3     | Jamaika | Vilma Charlton Una Morris Audrey Reid Carol Cummings                | 47,17    |

### Hochsprung
| Platz | Athletin           | Land | Höhe (m) |
| ----- | ------------------ | ---- | -------- |
| 1     | Eleanor Montgomery | USA  | 1,78     |
| 2     | Susan Nigh         | CAN  | 1,72     |
| 3     | Franzetta Parham   | USA  | 1,69     |
| 4     | Maria da Conceição | BRA  | 1,66     |
| 5     | Aída dos Santos    | BRA  | 1,55     |
| 6     | Audrey Reid        | JAM  | 1,55     |
| 7     | Sheila Flowers     | CAN  | 1,50     |
| 8     | Elvira Quiñonez    | ECU  | 1,40     |

### Weitsprung
| Platz | Athletin         | Land | Weite (m) |
| ----- | ---------------- | ---- | --------- |
| 1     | Irene Martínez   | CUB  | 6,33      |
| 2     | Gisela Vidal     | VEN  | 6,20      |
| 3     | Willye White     | USA  | 6,17      |
| 4     | Martha Watson    | USA  | 6,14      |
| 5     | Joan Hendry      | CAN  | 6,12      |
| 6     | Marcia Garbey    | CUB  | 5,99      |
| 7     | Alicia Kaufmanas | ARG  | 5,87      |
| 8     | Jenny Meldrum    | CAN  | 5,85      |

### Kugelstoßen
| Platz | Athletin           | Land | Weite (m) |
| ----- | ------------------ | ---- | --------- |
| 1     | Nancy McCredie     | CAN  | 15,18     |
| 2     | Lynn Graham        | USA  | 14,88     |
| 3     | Maureen Dowds      | CAN  | 14,35     |
| 4     | Maren Seidler      | USA  | 14,11     |
| 5     | Hilda Ramírez      | CUB  | 14,07     |
| 6     | Rosa Molina        | CHI  | 13,68     |
| 7     | Norma Suárez       | ARG  | 13,32     |
| 8     | Guadalupe Lartigue | MEX  | 13,13     |

### Diskuswurf
| Platz | Athletin       | Land | Weite (m) |
| ----- | -------------- | ---- | --------- |
| 1     | Carol Moseke   | USA  | 49,24     |
| 2     | Carol Martin   | CAN  | 47,94     |
| 3     | Caridad Agüero | CUB  | 46,68     |
| 4     | Marlene Kurt   | CAN  | 45,90     |
| 5     | Ranee Kletchka | USA  | 45,78     |
| 6     | Hilda Ramírez  | CUB  | 44,62     |

### Speerwurf
| Platz | Athletin          | Land | Weite (m) |
| ----- | ----------------- | ---- | --------- |
| 1     | Barbara Friedrich | USA  | 53,26     |
| 2     | RaNae Bair        | USA  | 51,64     |
| 3     | Jay Dahlgren      | CAN  | 45,46     |
| 4     | Blanca Umaña      | COL  | 44,07     |
| 5     | María Moreno      | CUB  | 43,46     |
| 6     | Beryl Rodrigues   | CAN  | 39,84     |
| 7     | Martha Bravo      | MEX  | 39,00     |
| 8     | Delia Vera        | PER  | 38,24     |

### Fünfkampf
| Platz | Athletin          | Land | Punkte |
| ----- | ----------------- | ---- | ------ |
| 1     | Pat Winslow       | USA  | 4860   |
| 2     | Jenny Meldrum     | CAN  | 4724   |
| 3     | Aída dos Santos   | BRA  | 4531   |
| 4     | Gisela Vidal      | VEN  | 4385   |
| 5     | Leslie Shonk      | CAN  | 4329   |
| 6     | Janet Johnson     | USA  | 4241   |
| 7     | Daisy Hechevarría | CUB  | 3995   |
| 8     | Elvira Quiñonez   | ECU  | 3336   |